# アルゴンキン州立公園

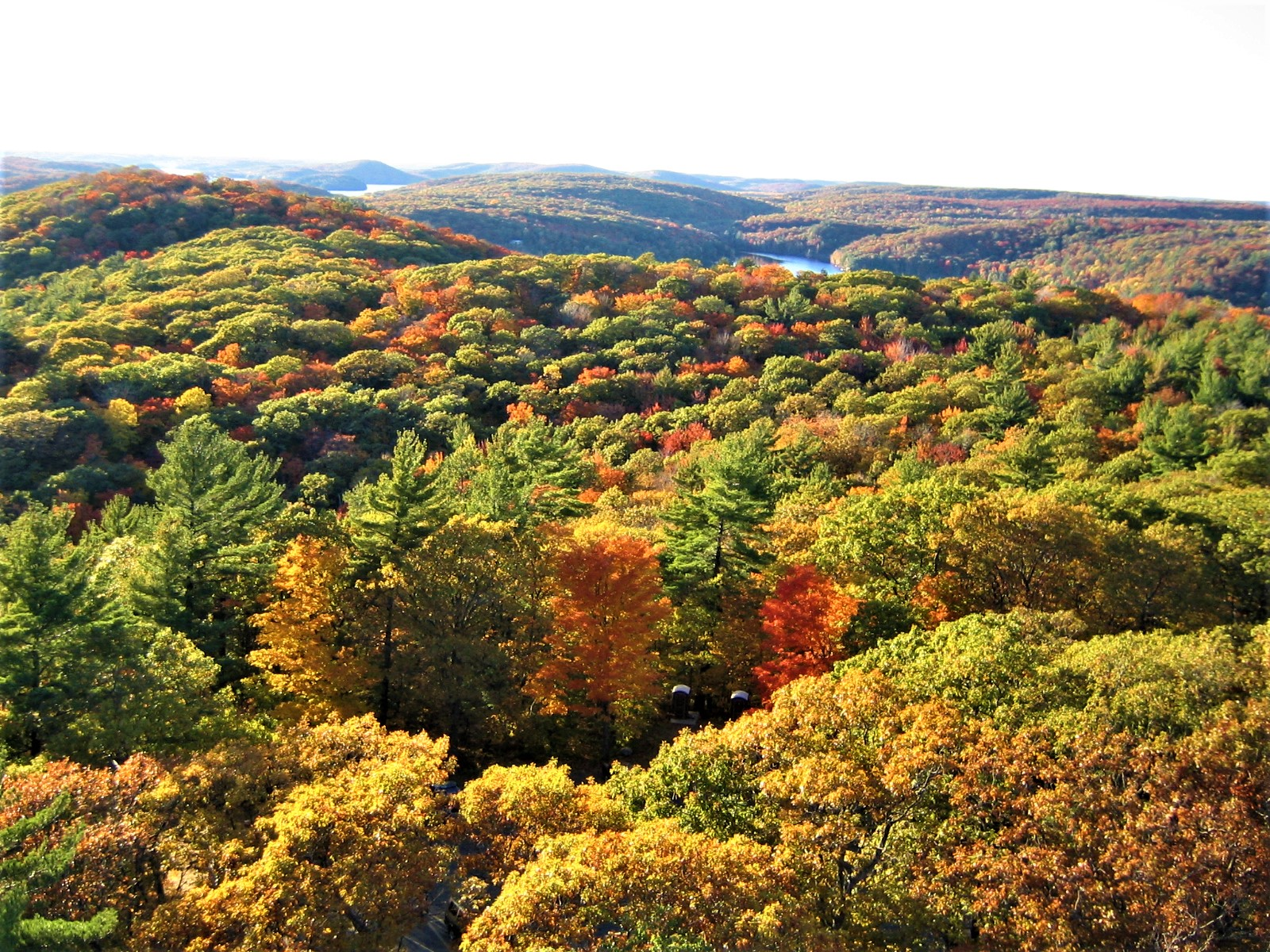
アルゴンキン州立公園

アルゴンキン州立公園（アルゴンキンしゅうりつこうえん、英語: Algonquin Provincial Park）は、カナダ・オンタリオ州のジョージア湾とオタワ川の中間、マスコーカ地方に位置するオンタリオ州州立公園。1893年に制定されカナダで最も古い州立公園で、カナダ国定史跡にも指定されている。その大きさは面積にして7,653.45 km2で、静岡県や宮崎県とほぼ同じ広さを持つ。トロントとオタワなどの大都市からも近いことから州内で最も人気のある公園の一つ。
公園内には2,400以上の湖沼があり、1,200 kmにも及ぶ川が流れている。ビーバー、キツネ、ムースなど1,000種以上にのぼる動植物が生息しており、自然観察としても重要な区域である。また、アメリカアカオオカミの保護生息地にも指定されている。ヘラジカがよく見かけられる。
1992年にアルゴンキン・ロギング・ミュージアムが開業。

## 野外活動
アウトドア活動が盛んで、公園南部のハイウェイ沿いのキャンプ場8ヶ所にある1,200か所以上のキャンプサイトの他、公園北部・東部にはキャンプ場3か所に100か所以上のサイト、さらに公園内部には徒歩、カヌーのみでしか行けないサイトが多数整備されている。
釣り、マウンテンバイク、トレッキング及びデイ・ハイキング、乗馬、クロスカントリースキーなども人気である。

## 近郊の都市
- ノースベイ
- ハンツビル
- グレイブンハースト